# Rouge de crésol
Le rouge de crésol (ou ortho-Crésolsulfonephthaléine) est un colorant de la famille des sulfonephtaléines utilisé comme indicateur de pH.
Voici les deux zones de virage de cet indicateur :
| Couleurs du rouge de crésol | forme acide jaune | forme basique violet |

Le rouge de crésol a 2 zones de virage : la première est à pH entre 0,5 à 2,5, où il passe de la couleur rouge (pH<0,5) à jaune (pH>2,5) ; la seconde est à pH entre 6,5 et 8,5, où il passe de la couleur orange (pH<6,5) à violette (pH>8,5).
Le rouge de crésol est utilisé, à l'instar du bleu de bromophénol, comme marqueur coloré afin de vérifier le bon déroulement d'une électrophorèse sur gel de polyacrylamide ou d'une électrophorèse en gel d'agarose.